# Lepanthes nubicola
Lepanthes nubicola är en orkidéart som beskrevs av Heinrich Gustav Reichenbach. Lepanthes nubicola ingår i släktet Lepanthes och familjen orkidéer. Inga underarter finns listade i Catalogue of Life.